# 上海国际赛车场
上海上汽国际赛车场（英語：SAIC Shanghai International Circuit）位於中國上海嘉定区，由时任上海市市长陈良宇主持建造，投资约20亿元，2002年10月動工，2004年6月竣工，总面积为5.3平方千米，可容纳20万人。同年9月26日舉辦首届F1中國大獎賽。
一如不少新賽道，上海赛车场由著名的德国赛道设计师赫曼·蒂尔克设计，其設計來自中文的「上」字，其每圈長度為5.45124公里，平均时速205公里。最长的直道长度为1175米，位于弯道T13和T14之间。赛道的宽度在13-15米之间，一般为14米，在弯道处加宽到最大20米（弯道T14／T15）。正式比赛共五十六圈，全长305.066公里。现正赛最快圈速为德國車手迈克尔·舒马赫于2004年中国大奖赛创下的1分32秒238。

## 上海赛道设计特点
螺线型收缩的弯道，其半径从R=93.90米变为R=31.8米；螺线型展宽的弯道（弯道T11到T13），其半径从R=8.80米增加到R=120.55米；还有两处急转弯道，曲线半径分别为R=18.70米（T6）和R=10.07米（T14）。
赛道轴的最低点，其绝对标高为+4.50米，最高点处是位于弯道T2上，绝对标高+11.24米。最大上坡坡度为3%，最大下坡坡度为8%。
整个赛道是由弯道、直道和一些上下坡道组成，其在最长直道上（T13和T14之间）的最高允许时速为327公里／小时，并且在窄弯道处要求制动到87公里／小时的时速。

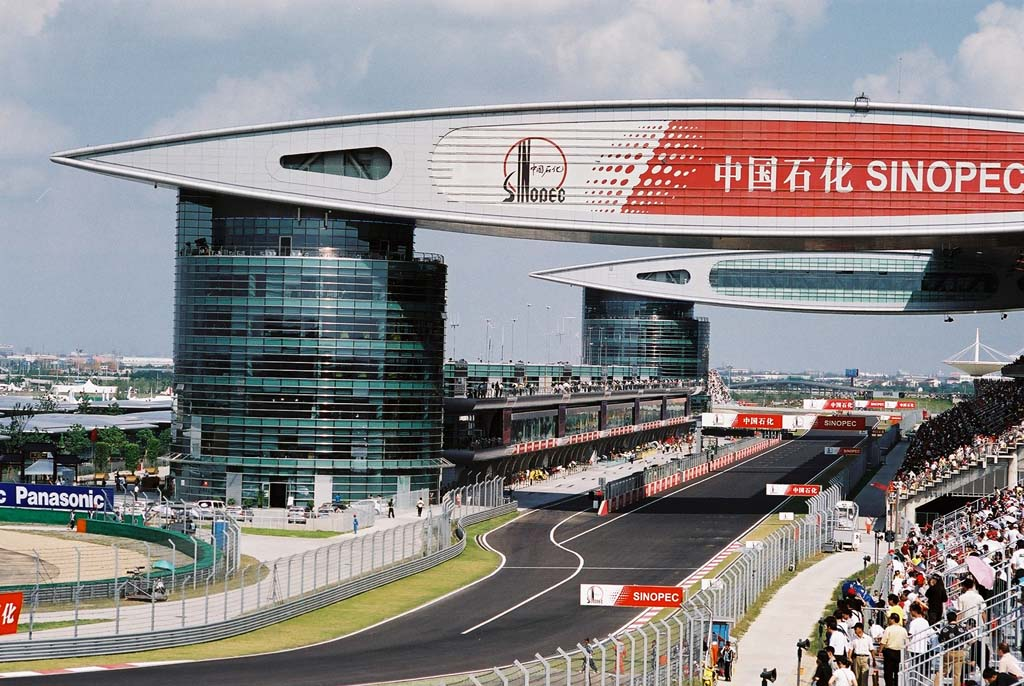
上海国际赛车场赛道

## 记录
澳大利亚车手奥斯卡·皮亚斯特里在2025中国大奖赛第三节排位赛做出过1分30秒641的排位赛记录。如果只计入正赛成绩。此外德國車手赛巴斯蒂安·维特尔在2018年中国大奖赛第三节排位赛做出过1分31秒095的记录。
| 分类                     | 记录     | 赛道长度 (米) | 车手               | 车队                | 机车/车辆             | 日期           |
| ------------------------ | -------- | ------------- | ------------------ | ------------------- | --------------------- | -------------- |
| 一级方程式赛车           | 1:32.238 | 5451          | 迈克尔·舒马赫      | 法拉利车队          | 法拉利F2004           | 2004年9月26日  |
| 世界耐力錦標賽 LMP1      | 1:45.892 | 5451          | 塞巴斯蒂安·布米    | 丰田Gazoo车队       | 丰田TS050 Hybrid 2017 | 2017年11月5日  |
| GP2亚洲系列赛            | 1:46.470 | 5451          | 小林可夢偉         | DAMS                | Dallara GP2/08        | 2008年10月18日 |
| 世界耐力錦標賽 LMP2      | 1:51.793 | 5451          | 布鲁诺·塞纳        | Vaillante Rebellion | Oreca 07 Gibson       | 2017年11月5日  |
| 世界耐力錦標賽 LMGTE Pro | 2:00.948 | 5451          | Kévin Estre        | 保时捷GT车队        | 保时捷911 RSR-19      | 2019年11月10日 |
| 世界耐力錦標賽 LMGTE Am  | 2:05.900 | 5451          | Rui Águas          | AF Corse-Waltrip    | 法拉利458 Italia      | 2012年10月28日 |
| A1GP汽车大奖赛           | 1:51.832 | 5451          | 达伦·曼宁          | 英国队              | Lola B05/52           | 2006年4月1日   |
| 世界摩托车锦标赛         | 1:58.139 | 5281          | 科林·爱德华兹      | 雅马哈 Tech 3       | 雅马哈 YZR-M1         | 2008年5月3日   |
| 世界摩托车锦标赛 250cc   | 2:04.543 | 5281          | 豪尔赫·洛伦佐      | Fortuna Aprilia     | Aprilia RSA 250       | 2007年5月5日   |
| 世界摩托车锦标赛 125cc   | 2:11.572 | 5281          | Mika Kallio        | 红牛 KTM GP 125     | KTM 125 FRR           | 2006年5月13日  |
| V8房车赛                 | 1:51.056 | 4603          | 托德·凯利          | 霍顿赛车队          | Holden VZ Commodore   | 2005年6月12日  |
| 世界房車錦標賽           | 1:48.782 | 4603          | 荷西·馬利亞·盧比斯 | Citroën Total WTCC  | Citroën C-Elysée WTCC | 2014年10月11日 |

## 图集

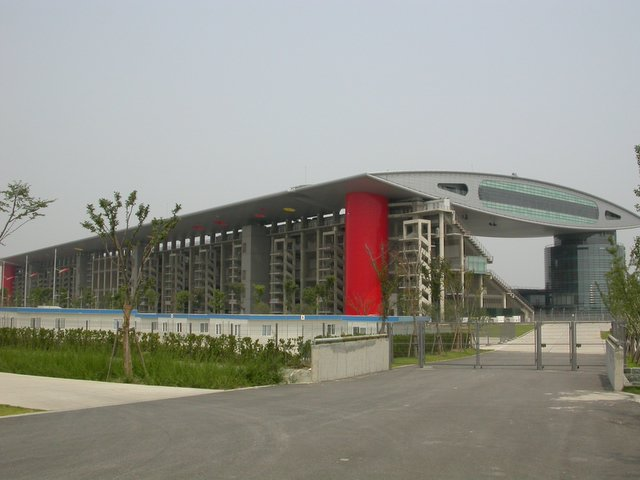
主看台外观
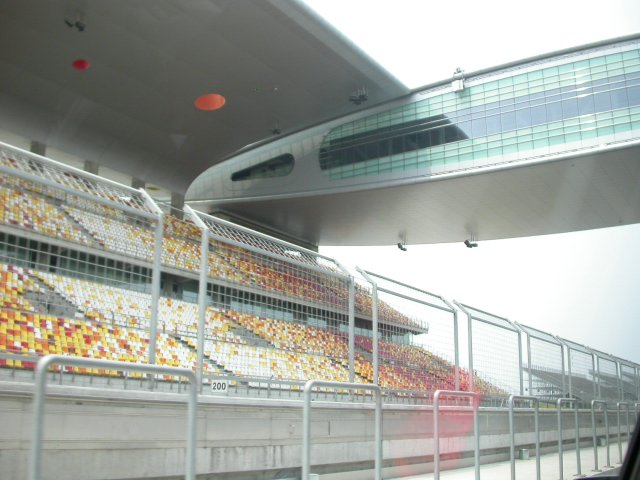
主看台
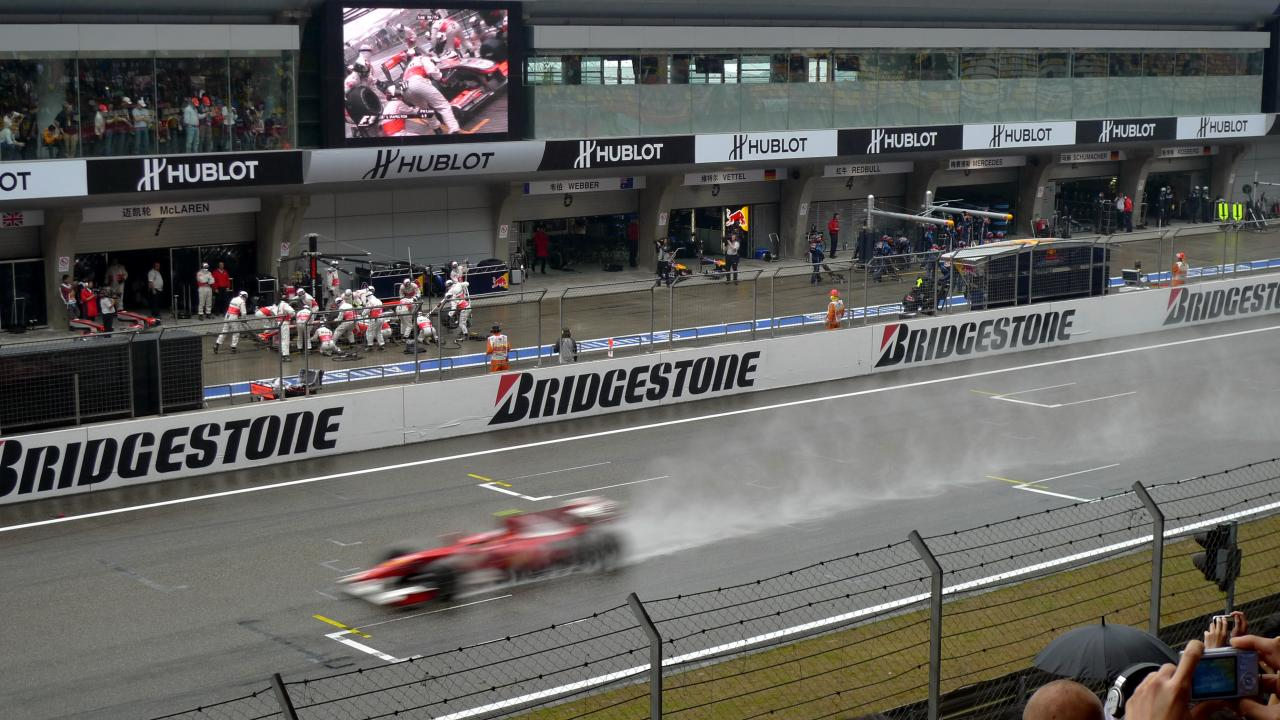
从主看台看到的景观
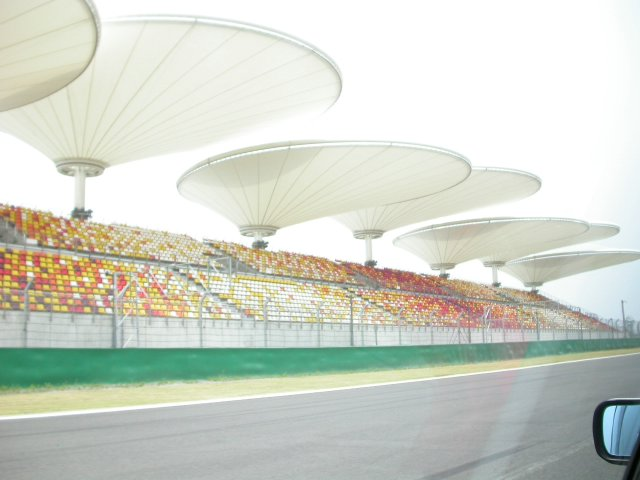
有顶棚的看台 H/K
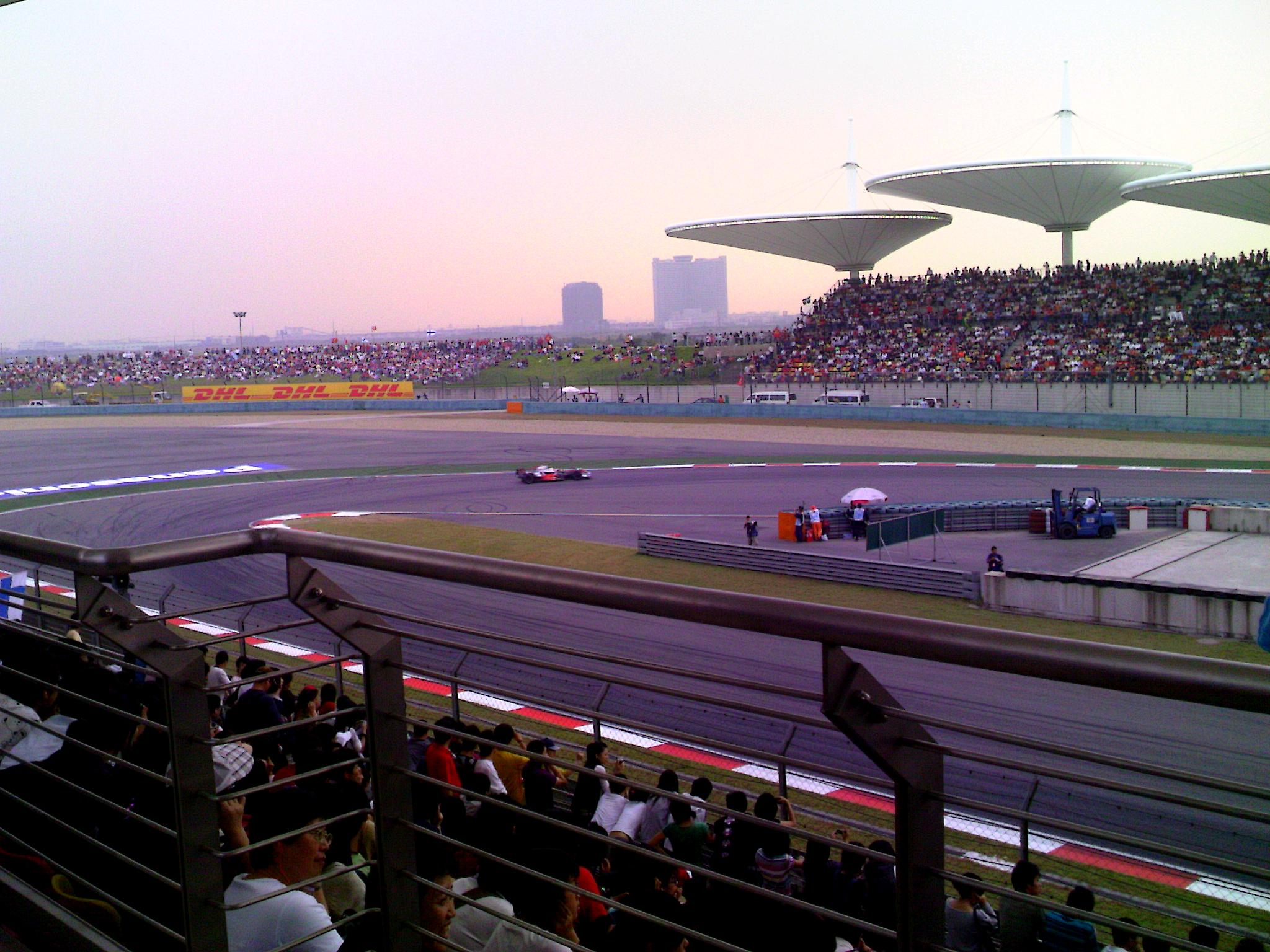
看台 H/K
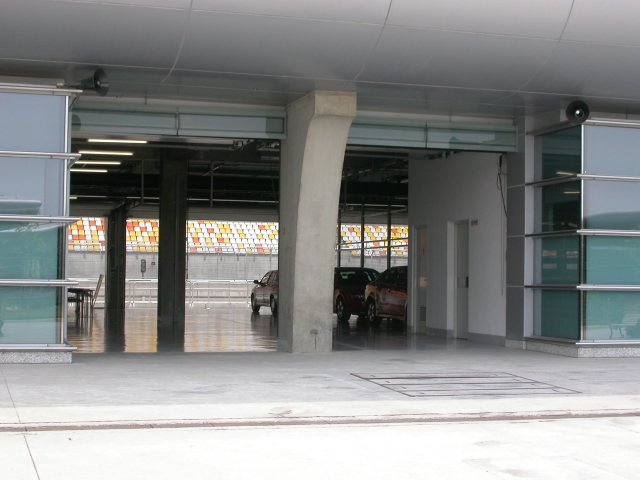
底层

## 2022年疫情期间
2022年3月疫情期间，市政府在赛车场南侧的大停车场上用帐篷临时搭建一座方舱医院，4月10日开始昼夜不停施工，4月20日建成，设床位1.38万张。该方舱由仁济、十院、曙光、胸科、肺科、耳鼻喉科共6家医院管理。

### 网站
- 官方网站-上海国际赛车场介绍